# Bojan Accetto
Bojan Accetto, slovenski zdravnik internist, * 9. april 1922, Ljubljana, † 26. junij 2007.
Bil je utemeljitelj gerontologije na Slovenskem. Bil je (od 1974 redni) profesor za interno medicino oz. gerontologijo na Medicinski fakulteti in od 1977 za socialno gerontologijo na Fakulteti za družbene vede v Ljubljani. Ustanovil (1966) in vodil je Inštitut za gerontologijo in geriatrijo (zdaj Klinika za žilne bolezni). Raziskoval je strjevanje krvi in trombozo. Njegovo glavno delo je Starost in staranje iz leta 1986. Za svoje zasluge je leta 1958 prejel Kidričevo nagrado skupaj z gastroenterologom Ivanom Matkom, Univerza v Ljubljani ga je odlikovala z zlato plaketo (1986), 
predsednik Republike Slovenije Janez Drnovšek pa je 25. oktobra 2006 podelil prof. dr. Bojanu Accettu zlati red za zasluge za njegovo življenjsko delo na področjih slovenske gerontologije, medicinske geriatrije in interdisciplinarne socialne gerontologije.
Pred nekdanjo geriatrično kliniko v Trnovem so mu jeseni leta 2010 postavili doprsni kip.